# Beniamino Stella

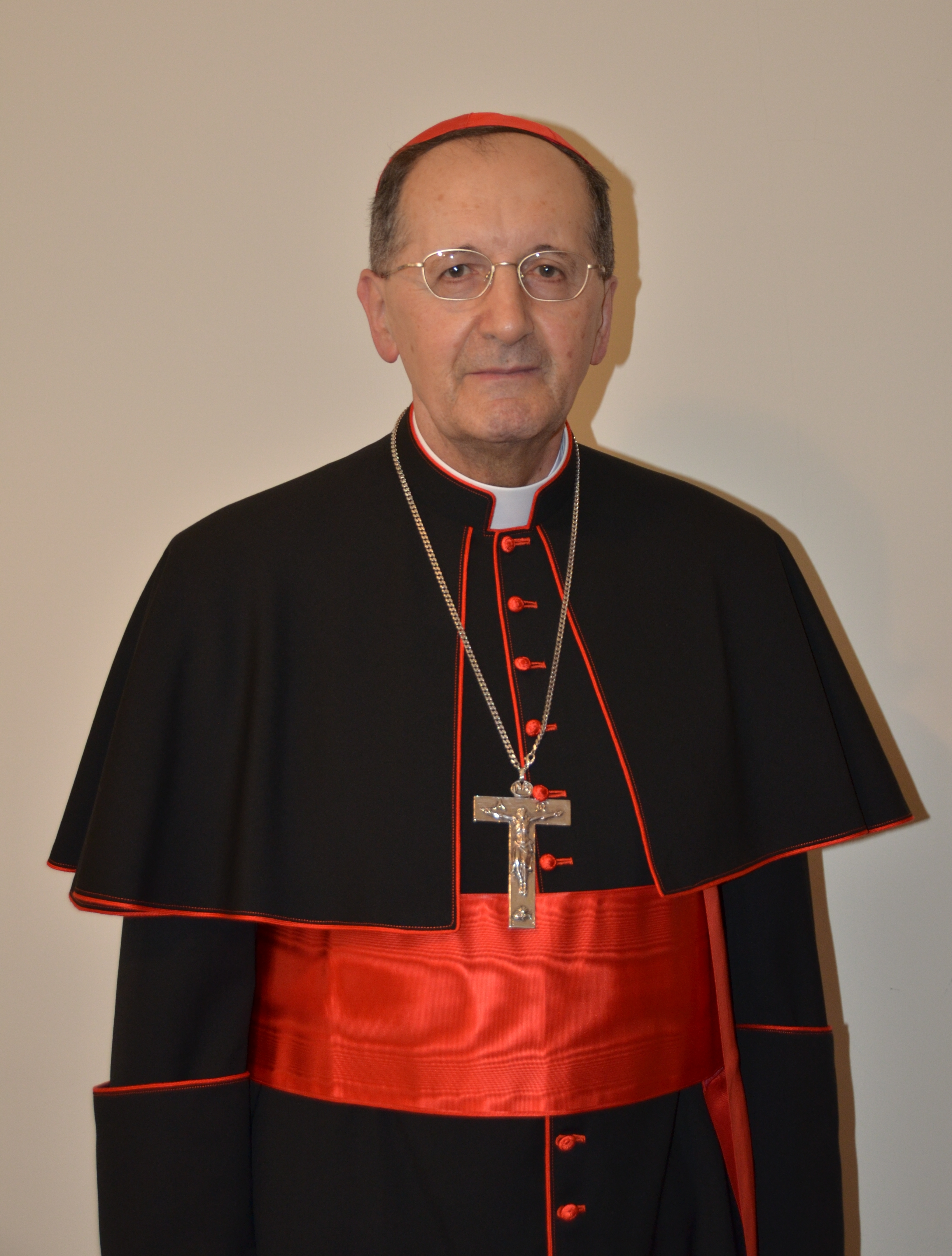
Kardinal Stella

Beniamino Kardinal Stella (* 18. August 1941 in Pieve di Soligo, Provinz Treviso) ist ein italienischer Geistlicher und emeritierter Kurienkardinal der römisch-katholischen Kirche. Er wirkte zunächst als Diplomat des Heiligen Stuhls und war zwischen 2013 und 2021 Kardinalpräfekt der Kongregation für den Klerus.

## Leben
Beniamino Stella empfing am 19. März 1966 die Priesterweihe für das Bistum Vittorio Veneto. Nach einem Promotionsstudium in Kanonischem Recht trat er 1970 in den diplomatischen Dienst des Heiligen Stuhls ein. Er war von 1983 bis 1987 an den Päpstlichen Vertretungen in Santo Domingo und in Zaire tätig, anschließend für den Rat für Öffentliche Angelegenheiten der Kirche, bei dem Apostolischen Nuntius in Malta und wieder am Rat für Öffentliche Angelegenheiten der Kirche.
Am 21. August 1987 wurde er von Papst Johannes Paul II. zum Titularerzbischof von Midila und zum Kurienerzbischof im Staatssekretariat des Heiligen Stuhls ernannt. Die Bischofsweihe spendete Papst Johannes Paul II. selbst am 5. September 1987; Mitkonsekratoren waren Kurienerzbischof Eduardo Martínez Somalo, und Jean Orchampt, Bischof von Angers.
Am 7. November 1987 wurde er zum Apostolischen Delegaten im Tschad und zum Apostolischen Pro-Nuntius in der Republik Kongo ernannt. 1989 wurde er in den Rang eines Pro-Nuntius im Tschad erhoben. Am 15. Dezember 1992 wechselte er als Apostolischer Nuntius nach Kuba und am 11. Februar 1999 als Nuntius nach Kolumbien.
Papst Benedikt XVI. ernannte ihn am 13. Oktober 2007 zum Präsidenten der Päpstlichen Diplomatenakademie. Papst Franziskus ernannte ihn am 21. September 2013 zum Präfekten der Kongregation für den Klerus.
Im Konsistorium vom 22. Februar 2014 nahm ihn Papst Franziskus als Kardinaldiakon mit der Titeldiakonie Santi Cosma e Damiano in das Kardinalskollegium auf.
Am 11. Juni 2016 berief ihn Papst Franziskus zum Mitglied der Päpstlichen Kommission für den Staat der Vatikanstadt. Papst Franziskus ernannte ihn am 1. Mai 2020 zum Kardinalbischof von Porto-Santa Rufina. Die Besitzergreifung seines Titelsitzes fand am 25. April des folgenden Jahres statt.
Am 11. Juni 2021 ernannte der Papst Lazarus You Heung-sik zu seinem Nachfolger als Präfekt der Kongregation für den Klerus. Bis zum Amtsantritt seines Nachfolgers am 2. August 2021 führte Kardinal Stella die Leitung dieser Kongregation fort.
Stella spricht Englisch, Französisch, Spanisch und Deutsch.

## Mitgliedschaften
- Kongregation für die Bischöfe (2013–2021)
- Kongregation für den Gottesdienst und die Sakramentenordnung (2016–2021)[7]
- Kongregation für die Glaubenslehre (2016–2021)[8]
- Kongregation für das Katholische Bildungswesen (2013–2021)[9]
- Kongregation für die Evangelisierung der Völker[10]
- Dikasterium für die Kommunikation (2016–2021)[11]